# トリエント公会議

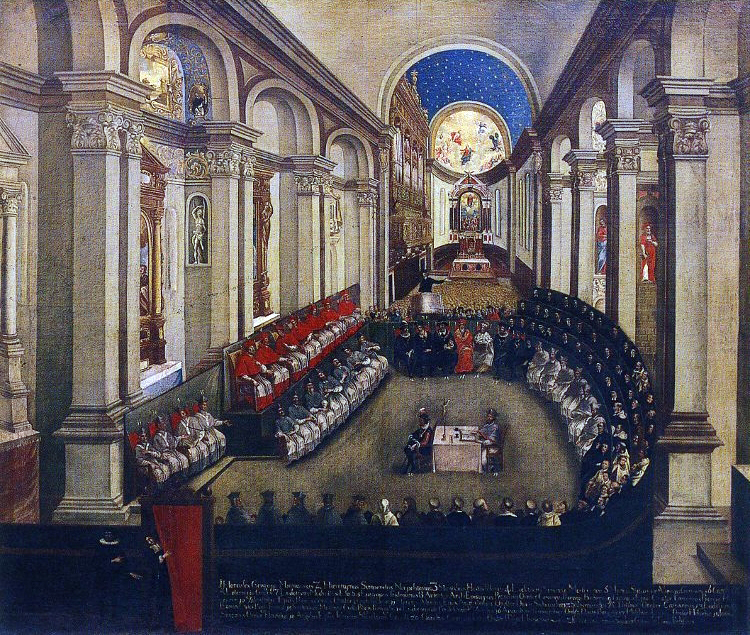
サンタ・マリア・マッジョーレ教会で開催されたトリエント公会議

トリエント公会議（トリエントこうかいぎ、ラテン語: Concilium Tridentinum, ドイツ語:  Konzil von Trient）は、教皇パウルス3世によって1545年3月15日にトリエント（現在のイタリア共和国トレンティーノ＝アルト・アディジェ州トレント）で召集され、1563年12月4日にピウス4世のもとで第25総会を最後に終了したカトリック教会の第19回公会議。トレント公会議（とれんとこうかいぎ、イタリア語: Concilio di Trento）とも。
諸事情により多くの会期が断続的に行われたが、プロテスタントの宗教改革に対するカトリック教会の姿勢を明確にし、対抗宗教改革といわれるカトリック教会の刷新と自己改革の原動力となった。

## 歴史

### 公会議の開会まで
宗教改革運動の立役者であるマルティン・ルターは決して最初から新しい教会を作ろうとしていたわけではなく、カトリック教会の自己改革をしきりに呼びかけていた。その中でルターは公会議の開催をも要求していた。しかし15世紀は公会議主義と教皇首位説のせめぎあいの時代であり、一度は公会議主義が勝利を収めたかにも見えた時期もあった。このため教皇側は公会議を危険視、開催に対しては過度に慎重になっていた。
しかしカトリック教会内部の停滞と宗教改革運動の高まりの中で、事態の緊急性を認識した教皇パウルス3世は神聖ローマ皇帝カール5世からの協力の申し出もあって公会議の開催を決断した。はじめはイタリアのマントヴァを開催地として選んだが、フランスの反対によって挫折したため、神聖ローマ帝国領の自由都市トリエント（トレント）を改めて開催地とした。

### 公会議の流れ
こうして1545年3月15日に公会議が始められた。1547年まで続けられた最初の会期はシュマルカルデン戦争が激化したことにより開催地を一時ボローニャに移し、やがて伝染病の流行によって中断された。1551年に教皇ユリウス3世により第2会期が始められたが、翌1552年にルター派であったザクセン選帝侯モーリッツがカール5世に勝利したことから会議の安全が危惧されて中断した。10年間という長い中断をはさみ、1562年に教皇ピウス4世の努力によってようやく第3会期が開始された。この会期ではジョヴァンニ・モローネ枢機卿の主導のもとに主にカトリック教会の改革、秘跡や聖伝の扱いが中心になって討議され、1563年にようやく予定されたほとんどの議題を討議して公会議が終了した。
参加者は会期によって変動があるが、最終的に発表された公会議文書に署名しているのは255人である。内訳は4人の教皇使節、2人の枢機卿、3人の総大司教、25人の大司教、168人の司教であり、全体の3分の2はイタリア出身であった。なお、スペインからはサラマンカ学派の神学者であるビトリア・ソト・カノらが代表団に選ばれ（ただしビトリアは病気のため辞退）、理論面においてカトリック勢力の建て直しに尽力した。

### 公会議の議題
もともとはカール5世の意図したことだが、公会議の初期の狙いはプロテスタントとの決定的な分裂を回避し、妥協点を見出すことであった。実際に第2会期ではプロテスタントの代表者に道中の安全を保障した上で（議決権こそ与えなかったものの）オブザーバーとして会議に参加することを呼びかけている。最終的にその意図は断念され、カトリック教会が自らの教義を再確認することでかえってプロテスタント陣営の主張との違いを際立たせることになり、プロテスタント側への糾弾に至った。
そこで会議の主な議題は次の2つに絞られていった。第一はカトリック教会の教義の再確認とそれに伴うプロテスタント側の主張の排斥、第二は教会の自己改革である。

### 公会議の決定
公会議は多くの議題について決議を行った。はじめにカトリック教会の教義を再確認する意味で、ニカイア・コンスタンティノポリス信条が再確認され、ルターが聖書から省いた第二正典が正典たることが正式に認められた。そして「聖書のみ」というルターの主張を退ける形で、聖書と聖伝が教えの拠り所であること、ウルガータ訳がカトリック教会の唯一の公式聖書たることを決議した。
また当時最も重要な議論となっていた義化の問題についても、「救いは恩寵のみによる」と主張するプロテスタントに対し、恩寵が義化の根本であることを認めながらも、人間の自由意志による協働にも意味を認めた。
また、プロテスタントと見解を異にすることになった七つの秘跡についても改めて詳細に議論され、すべての秘跡について改めて聖書における根拠を主張して有効とした。特に聖体の秘跡の重要性を主張し、聖変化によってパンとワインがキリストの体と血になること（実体変化）を確認した。ゆるしの秘跡、叙階の秘跡（叙階によって消えない印が魂に刻印される）、婚姻の秘跡（司祭と2人の立会人を必要とすることや、配偶者の不義によっても離婚を認めないこと）などについても再検討され、はっきりとした形がここに示されることになった。
また、教会改革に関連して司教の定住や独身制の厳格化、神学校に代表される司祭の養成機構の充実など聖職者の世俗化を防止する対策が決定され、贖宥状の販売や金銭による取引を禁止しつつも依然「贖宥」の意義は保たれること、聖人や聖遺物の崇敬、煉獄や諸聖人の通効といった（聖書というよりは）教会の伝統に由来する教義が依然有効なものであることを認めた。

### 公会議後の動き
会期の中で特別委員会の設置による禁書目録の制定も意図されたが、教皇の判断に一任されることになった。また、カテキズム書、聖務日課、ミサ典書およびウルガータ訳聖書の改訂も教皇の判断に任された（これらは後に実施され、20世紀に至るまでカトリック教会のスタンダードとなった）。
閉会にあたって公会議はすべての教令に対しての教皇の承認を要請し、教皇はこれを認めて全世界の教会に対して受け入れるべきものとして布告した。教皇はさらに決議事項の円滑な実現のための枢機卿委員会を任命した。彼らは公会議文書をラテン語で出版し、司教団を通してヨーロッパ各国に公会議文書を配布し、各国語に翻訳された。
自らの教義を再確認し、カトリック教会からすべての汚れを洗い流そうとしたトリエント公会議は、20世紀の第2バチカン公会議に至るまでカトリック教会の方向性に大きな影響を与え続けた重要な会議となった。次に公会議が行われるのは実に300年以上経過した後の第1バチカン公会議になる。